# نادي باهيا
نادي باهيا لكرة القدم (بالبرتغالية: Esporte Clube Bahia‏) هو نادٍ رياضي لكرة القدم، تأسس سنة 1931، ويقع مقره في مدينة باهيا البرازيلية.

## وصلات خارجية
- Official Site
- Web Store
- Web Store
- Supporter Advantages
- Supporter Advantages
- Unofficial Site